# Dorstenia contrajerva
Dorstenia contrajerva es una especie herbácea de la familia Moraceae, originaria de México, Centroamérica, las Antillas y Sudamérica.

## Descripción
Son plantas acaulescentes, con rizomas mayormente horizontales de hasta 9 mm de grueso. Hojas sagitadas o 5–7-pinnatilobadas con los lobos más anchos hacia el ápice o con el ancho de los lobos más o menos uniforme, de 8–18 cm de largo y 8–24 cm de ancho, ápice agudo a atenuado, base leve a profundamente lobada y mayormente decurrente sobre el pecíolo y a veces produciendo un pequeño par de lóbulos en el pecíolo, margen ondulado, crenado o casi entero, escasamente híspidas en la haz, uncinado-puberulentas en el envés, especialmente en los nervios; pecíolos 7–20 cm de largo, puberulentos o uncinado-puberulentos, estípulas 2–6 mm de largo. Pedúnculos de 9–16 cm de largo; receptáculo más o menos cuadrado, angular o lobado, ligeramente cóncavo distalmente, 12–25 mm de ancho, margen rojo-purpúreo.

## Distribución y hábitat
Especie originaria de las Antillas, donde habita en zonas de climas cálido y semicálido desde los 0 a los 1300 m s. n. m., asociada a vegetación perturbada de manglar, sabana, bosques tropicales caducifolio, subcaducifolio, subperennifolio y perennifolio.

## Propiedades
En varios estados del sureste (Oaxaca, Quintana Roo, Tabasco, Veracruz y Yucatán) se ocupa para tratar las mordeduras de víbora o serpiente. En Quintana Roo, ingieren el rizoma seco y pulverizado. En Tabasco, beben un té elaborado con las hojas. En Yucatán, preparan la hierba en infusión y la endulzan con miel de abeja, tomándolo cada dos horas o cada hora, según el caso; o bien, toman el cocimiento de la raíz y hojas, junto con otras plantas, como contraveneno para la mordedura de víbora, de perro rabioso o cualquier intoxicación alimenticia.
En Quintana Roo, para el vómito, toman la infusión de la raíz; también lo usan como antiespasmódico y contra la dispepsia, combinando el polvo de la contrayerba con polvo de Aristolochia maxima, y lo administran oralmente.
Historia
A finales del siglo XVI, Francisco Hernández de Toledo señala: "cura los salpullidos, los lamparones, los forúnculos y el llamado mal gálico, resuelve los demás tumores y alivia otras enfermedades, que por las propiedades dichas, fácilmente puede conocerse cuáles sean".
Juan de Esteyneffer, en la segunda década del siglo XVIII la usa contra la ponzoña, el tullimiento, tarbadilla, calenturas tercianas, reumatismo y úlceras. Ricardo Ossado, en el Libro del Judío de mediados del mismo siglo, menciona: "es remedio eficaz para las hemorragias que padecen las mujeres, aún para los que sobreviven después del parto, y tiene la gran virtud de ser también un preservativo muy bueno para la colerina y aún para la hidropesía, expulsa las pares definidas, produce y regula el periodo de las señoras, cura bubas, llagas, tumores, dolores, cólicos, para casos de diarrea crónica" y confirma, "para la cólera o colerina da muy buenos resultados". A finales del mismo siglo, Vicente Cervantes relata: "es una planta de olor aromático, sabor acre, algo amargo y persistente. Su virtud es estimulante, tónica y diaforética, se recomienda en las fiebres pútridas o adinámicas".
Para el siglo XIX, Francisco Flores, menciona: "los diviesos los curaban con facilidad, además de las enfermedades de la córnea". Por los mismos años que Flores, la Sociedad Mexicana de Historia Natural la describe como alexitera, antipalúdica, antipirética, antipodágrica, antiséptica, diurética, emenagoga, para empeines, fiebre tifoidea, llagas, oxitócica, estimulante y contra los panarrizos. Casi al finalizar el siglo, el Instituto Médico Nacional la reporta para la angina gangrenosa, anticrotálica, aperitiva, carminativa, diaforética, estimulante, eupéptica, tónica y para la viruela y la dermatosis.
En el siglo XX, Maximino Martínez retoma la información proporcionada por la Sociedad Mexicana de Historia Natural y agrega su uso para abscesos, como anticrotálico, antiodontálgico, antisifilítico, antitumoral y diaforético. Narciso Souza consigna que las raíces son usadas en las diarreas, disenterías e indigestiones. Finalmente, la Sociedad Farmacéutica de México repite parte de la información proporcionada por el Instituto Médico Nacional: diaforético, estimulante, eupéptico, tónico y para la viruela.
Química
En la raíz se ha identificado el cardenólido syriogenín y en una muestra de hojas y tallos se detectó la presencia de alcaloides.

## Taxonomía
Dorstenia contrajerva fue descrita por Carlos Linneo y publicado en Species Plantarum 1: 121. 1753.
Sinonimia
- Dorstenia alexiteria L.
- Dorstenia houstonii (L.) L.
- Dorstenia maculata Lem.
- Dorstenia palmata Willd. ex Schult.
- Dorstenia quadrangularis Stokes[4]

## Nombres comunes
- Contrayerba, botonera, contrahierba, cresta de gallo, crestilla, hierba del sapo, hoja del callo, la contra hierba, mano de león, mano de sapo.[3]
- barbudilla de Méjico, contrayerba de las Antillas, raíz de resfriado, tusilla de Venezuela.[5]